# Bojan Tokič
Bojan Tokič, född 13 januari 1981, är en slovensk bordtennisspelare. 
Tokič tävlade för Slovenien vid olympiska sommarspelen 2008 Peking. Han blev utslagen i den tredje omgången i herrsingeln av kinesiska Ma Lin. Vid olympiska sommarspelen 2012 London blev Tokič också utslagen i den tredje omgången i herrsingeln, denna gång mot singaporianska Gao Ning.
Vid olympiska sommarspelen 2016 Rio de Janeiro tog sig Tokič till fjärde omgången i herrsingeln, där han blev utslagen mot tysken Dimitrij Ovtcharov.